# Cool'n'Quiet
La technique Cool'n'Quiet est développée par AMD sur les processeurs 64 bits :
- Athlon 64 ;
- Sempron 64 (supérieur à 3000+ cœur Palermo) ;
- Athlon 64 X2 ;
- Opteron.

Elle permet de diminuer la fréquence ainsi que le Vcore du processeur lorsque celui-ci n'est pas sollicité par le système. Ce qui procure un gain significatif au niveau de la puissance dissipée par le processeur, et donc une dissipation de chaleur atténuée. La plupart des cartes mères supportant ces processeurs sont capables de gérer le Cool'n'Quiet et ainsi de faire varier la vitesse du ventilateur pour diminuer le bruit.